# Зернобаза
Зерноба́за (рос. Зернобаза) — селище у складі Ачитського міського округу Свердловської області.
Населення — 18 осіб (2010, 12 у 2002).
Національний склад станом на 2002 рік: росіяни — 75 %.